# Club Voleibol Albacete
Le Club Voleibol Albacete est un club espagnol de volley-ball féminin fondé en 1984 et basé à Albacete.

## Palmarès
- Championnat d'Espagne : 1996
- Coupe d'Espagne : 1996